# 小堀政報
小堀 政報（こぼり まさつぐ、1717年（享保2年） - 1733年11月12日（享保18年10月6日））は、江戸時代中期の旗本。茶道小堀遠州流第7世で、号は「宗忠」。禄高は3000石。
小室藩主小堀政峯の次男。小室藩主小堀政方の兄。小堀政郷の末期養子となり、享保9年12月12日（1725年1月25日）に数え年8歳で跡を継いだ。しかし、享保18年（1733年）に数え年17歳で世を去った。跡は実弟の小堀政展が養子となって跡を継いだ。